# Never Let Go
Never Let Go es el cuarto álbum del grupo de rock progresivo Camel en directo grabado el 5 de septiembre de 1992 en Enschede, Holanda y publicado en 1993. 
Never let Go fue grabado en la gira de "Dust and Dreams" celebrando los 20 años de Camel.

## Historia
Camel estuvo de gira en 1992 tras siete años sin salir a la carretera. Durante ese tiempo muchas cosas han cambiado en la banda liderada por el guitarrista Andy Latimer, que en esa época había trasladado su residencia de Londres a San Francisco, California, Estados Unidos y asentado como artista independiente a través de su sello Camel Productions.
Andy Latimer para esta nueva propuesta en vivo quiso recuperar el espíritu de la banda formando un cuarteto como en los inicios de Camel y divide el concierto en dos set. Un primer set con temas de los primeros discos y un segundo interpretando al completo la nueva obra llamada Dust And Dreams con una fidelidad total como muestra esta grabación realizada en Holanda, un de los feudos donde el grupo tiene más seguidores,  considerada como una de las mejores grabaciones en directo de Camel.

## Lista de temas

### Disco uno
01. Never Let Go (7:22)
02. Earthrise (8:02)
03. Rhayader (2:23)
04. Rhayader Goes To Town (5:14)
05. Spirit of the Water (3:03)
06. Unevensong (5:44)
07. Echoes (7:48)
08. Ice (10:21)
09. City Life (5:10)
10. Drafted (4:13)

### Disco dos
01. Dust Bowl (1:58)
02. Go West (3:47)
03. Dusted Out (1:36)
04. Mother Road (3:44)
05. Needles (3:31)
06. Rose Of Sharon (5:32)
07. Milk n' Honey (3:28)
08. End Of The Line (7:27)
09. Storm Clouds (3:16)
10. Cotton Camp (2:28)
11. Broken Banks (0:45)
12. Sheet Rain (2:20)
13. Whispers (1:06)
14. Little Rivers And Little Rose (2:10)
15. Hopeless Anger (4:54)
16. Whispers In The Rain (3:56)
17. Sasquatch (4:59)
18. Lady Fantasy (15:28)

## Intérpretes
- Andrew Latimer / guitarra, teclados, voces, flauta
- Colin Bass / bajo, teclados, voces
- Paul Burgess / percusión
- Mickey Simmonds / teclados
- Datos: Q4846523